# Jean-François de La Pérouse
Jean-François de La Pérouse, właśc. Jean-François de Galaup comte de La Pérouse (ur. 23 sierpnia 1741 w okolicach Albi, Francja, zm. w 1788 w czasie wyprawy odkrywczej na Pacyfiku) – francuski oficer marynarki, żeglarz, odkrywca i naukowiec.

## Życiorys
W trakcie swej kariery wojskowej wyróżnił się m.in. zniszczeniem fortów Kompanii Zatoki Hudsona podczas wojny z Wielką Brytanią w latach 1778–1783.
Przeszedł do historii jako dowódca francuskiej wyprawy odkrywczo-geograficznej, wysłanej przez króla Francji Ludwika XVI pod koniec XVIII wieku na Pacyfik z poleceniem zbadania nieznanych dotąd rejonów tego oceanu. Wyprawa La Pérouse’a zasługuje na wyróżnienie z powodu wyjątkowo dobrego przygotowania. Zalecenia króla oraz m.in. Akademii Morskiej w Breście (która dorównywała wtedy Akademii Królewskiej w Anglii) złożyły się łącznie na bardzo obszerną dokumentację, w której można było już znaleźć wyraźnego ducha myśli epoki oświecenia. Na wyprawę przygotowano duże i nowoczesne statki „La Boussole” i „L’Astrolabe”, wyposażono je w najnowocześniejszy sprzęt badawczy i nawigacyjny, a na pokładach znalazło się wielu uczonych różnych dyscyplin oraz zespół grafików i malarzy. Misja nie miała zadania dokonania podbojów, oprócz badań nastawiona była na nawiązanie kontaktów (także handlowych) z tubylcami – stąd w ładowniach okrętów znalazło się wiele europejskich roślin, których uprawy zamierzano ich nauczyć.
Wyprawa wyruszyła w sierpniu 1785 r. i była tak dobrze przygotowana, że przebiegała niemal w komfortowych warunkach. Na Pacyfik wpłynięto od strony Przylądka Horn. Zasadniczym celem wyprawy było rozpoznanie północnej części Pacyfiku na potrzeby handlu Francji z Chinami, toteż bardzo dokładnie zbadano hydrografię i opisano linię brzegową zachodniego wybrzeża Ameryki Północnej oraz nie spenetrowanych do tej pory przez Europejczyków obszarów Morza Japońskiego. Wyprawa była nawet goszczona przez gubernatora Pietropawłowska Kamczackiego. W ciągu trzech lat wyprawa przemierzyła bez mała cały obszar Oceanu Spokojnego, badając geografię i przyrodę archipelagów w północnej, środkowej i południowej jego części, jak również wybrzeża Chile, Filipin, Formozy i Makau.
W lutym 1788 roku u wrót Zatoki Botanicznej na wschodnim wybrzeżu Australii doszło do spotkania wyprawy z pierwszym transportem osadników i skazańców z Anglii. To spotkanie z Anglikami jest ostatnią sprawdzoną informacją o wyprawie La Pérouse’a. Do roku 1829 nie było wiadomo, co stało się z oboma statkami i ich załogami.
Pierwsze wieści przywiózł do Francji ze swej wyprawy na Pacyfik Jules Dumont d’Urville, który w 1828 r. odnalazł w rejonie wyspy Vanikoro szczątki fregaty „L’Astrolabe”. W 1959 r. francusko-belgijska wyprawa kierowana przez znanego wulkanologa Harouna Tazieffa odkryła przypadkiem na Vanikoro groby członków załogi okrętu „La Boussole”. Jednocześnie w wyniku poszukiwań podwodnych płetwonurkowie wydobyli przedmioty stanowiące wyposażenie okrętu (m.in. kotwice, armaty i astrolabium). W 1964 r. ekspedycja francuskiej marynarki wojennej na poławiaczu min „Dunkerquoise” odnalazła na głębokości 50–60 m wrak fregaty „La Boussole”, z którego wydobyto m.in. dzwon alarmowy.
Późniejsze badania archeologiczne szczątków wraków i legendy przekazywane w pieśniach tubylców dają dzisiaj dość pewny obraz tego, że wyprawa rozbiła się na rafach atolu Vanikoro w grupie Wysp Santa Cruz, a cała załoga została zjedzona przez tubylców. Ostateczną identyfikacją było wydobycie ze szczątków wraku, w maju 2005, między wieloma innymi przedmiotami, sekstansu firmy „Mercier” o którym istnieją zapisy w zachowanych we Francji dokumentach wyprawy.
Na cześć La Pérouse’a została nazwana jedna z cieśnin łączących Morze Japońskie z Pacyfikiem (Cieśnina La Pérouse’a).